# 舒鸿
舒鸿（1895年8月23日—1964年7月13日），字厚信，男，浙江慈谿人。中国体育教育家、中国首位奥运会裁判。

## 生平
1895年生于上海。1923年，毕业于美国春田学院体育系。后来在美国克拉克大学学习公共卫生学，获得硕士学位。1925年-1927年，担任国立东南大学体育系副教授。
1934-1952年，任国立浙江大学体育部主任。于1936年8月，第十一届奥林匹克运动会在德国柏林举行期间，担任篮球队助理教练兼医生。期间担任篮球、拳击裁判。美国队和加拿大队之间进行的男子篮球决赛的主裁判，即是由他担任。这是中国籍裁判，第一次担任奥运会决赛裁判。
中华人民共和国成立后，舒鸿拒绝了台湾师范大学的邀请，继续留在浙江大学从事体育教学工作。1952年全国院系调整时，他担任浙江师范学院体育专修科主任。后来，他先后担任浙江体育学院副院长、浙江省体委副主任、浙江师范学院副院长等职务。1964年7月，舒鸿因肺癌逝世。